# Зимняк (Нюксенский район)
Зимняк — посёлок в Нюксенском районе Вологодской области.
Входит в состав Игмасского сельского поселения, с точки зрения административно-территориального деления — в Игмасский сельсовет.
Расположен к югу от автодороги А123. Расстояние по автодороге до районного центра Нюксеницы — 50 км, до центра муниципального образования Игмаса — 4 км. Ближайшие населённые пункты — Игмас, Пески, Кириллово.
По переписи 2002 года население — 1 человек.